# Johann II. (Burgund-Nevers)

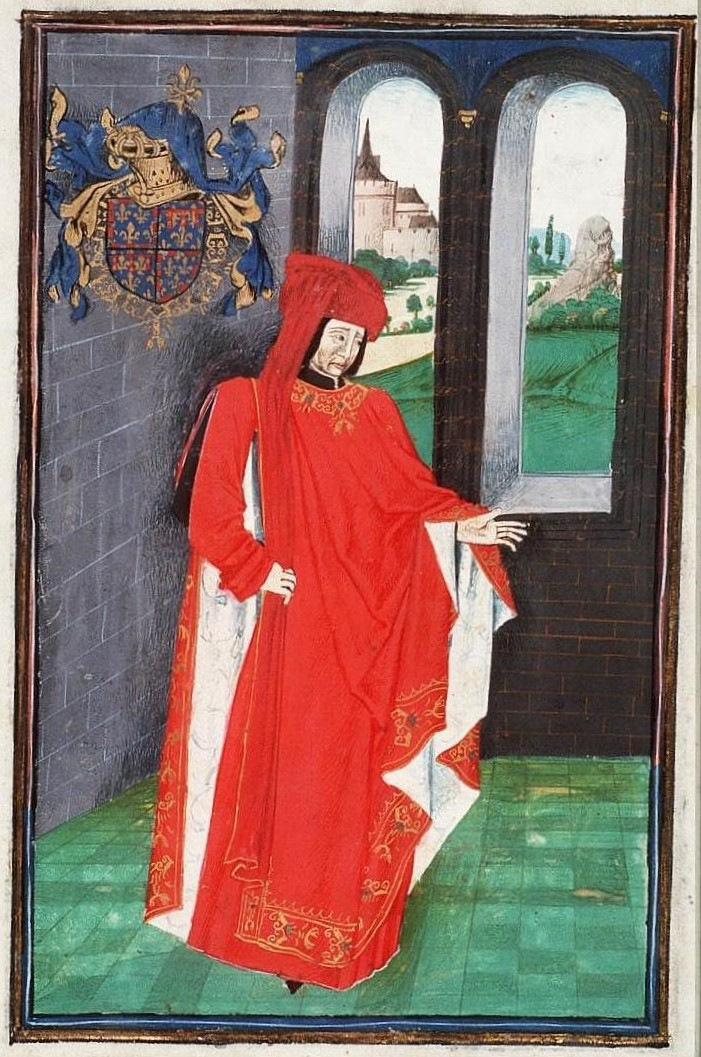
Johann von Burgund im Ornat des Ordens vom Goldenen Vlies

Wappen von Johann von Burgund. In den Gevierten die Wappen von Philipp dem Kühnen, Rethel, Artois und Brabant

Johann von Burgund oder Johann von Clamecy aus dem Haus Valois-Burgund (* 1415 in Clamecy; † 25. September 1491 in Nevers) war als Johann II. Graf von Étampes, Nevers und Rethel sowie von Eu. Er war der Sohn von Graf Philipp II. von Nevers und Bonne d’Artois.

## Biographie
Johann wurde im gleichen Jahr geboren, in dem sein Vater in der Schlacht von Azincourt fiel. Als jüngerer Sohn erhielt er von seinem Vater keinen Titel und wurde deshalb von seinem Großvater Herzog Johann I. von Berry mit der Grafschaft Étampes belehnt. Nach dem Tod Johanns von Berry 1416 bestritt der französische König die Verleihung der Grafschaft und die Übertragung auf Johann von Burgund verzögerte sich wegen des Prozesses, bis die Grafschaft schließlich 1421 an Richard von Bretagne vergeben wurde. Johann führte aber zeitlebens den Titel eines Grafen von Étampes.
Als junger Mann kämpfte Johann in der Armee seines Cousins, des Herzogs Philipp des Guten von Burgund, in der Picardie (1434), in Calais (1436), in Luxemburg (1443) und in Flandern (1453). Er zerstritt sich jedoch mit dem Sohn Philipps des Guten, Karl dem Kühnen und stellte sich deswegen an die Seite des französischen Königs Ludwig XI. Aus diesem Grund wurde er 1468 aus dem Orden vom Goldenen Vlies ausgeschlossen, dem er seit 1456 angehört hatte.
Nach dem Tod seines älteren Bruders Karl von Burgund 1464 erbte er dessen Besitzungen, da dieser ohne Erben geblieben war. Er wurde so Graf von Nevers und Rethel. 1465 unterstützte er König Ludwig XI. im Kampf gegen die Ligue du Bien public und stellte sich damit gegen seinen Verwandten, Karl den Kühnen. 1472 erbte er von seinem Onkel Karl von Artois die Grafschaft Eu, die er 1477 kurz vor dessen Tod an Karl den Kühnen verkaufen wollte. Der Tod des Herzogs verhinderte jedoch die Übertragung.
Als Erbin von Nevers und Eu setzte Johann zuerst seine Tochter aus erster Ehe, Elisabeth von Burgund, ein, da sie jedoch vor ihm verstarb, erbte nach seinem Tod ihr Sohn Engelbert von Kleve die Grafschaften Nevers und Eu 1491. Die Grafschaft Rethel ging an Charlotte von Burgund, die Tochter aus zweiter Ehe.

## Familie
Johann heiratete in erster Ehe 1435 in Amiens Jacqueline d’Ailly († 1470), die Tochter von Raoul d'Ailly. Aus dieser Ehe gingen zwei Kinder hervor:
- Elisabeth von Burgund (* 1439; † 1483), ⚭ am 22. April 1455 mit Johann I. von Kleve (* 1419; † 1481)
- Philippe, (* Dezember 1446; † 7. Mai 1452 in Brüssel)

In zweiter Ehe heiratete er am 30. August 1471 in Boussac Pauline de Brosse (* 1450; † 1479), Tochter von Jean II. de Brosse, Graf von Penthièvre (Haus Brosse) und Nicole de Châtillon-Blois (Haus Châtillon). Aus dieser Verbindung ging eine Tochter hervor:
- Charlotte von Burgund (* 1472; † 1500), Gräfin von Rethel, ⚭ am 11. März 1480 mit Jean d’Albret-Orval, Herr von Orval (Haus Albret)

In dritter Ehe heiratete Johann am 11. März 1480 in Châllus-Chabrol Françoise d’Albret (* 1454; † 1521), Tochter von Arnaud Amanieu d’Albret, Herr von Orval, und Isabelle de La Tour d’Auvergne. Sie war die Schwester von Jean d’Albret-Orval. Diese Ehe blieb kinderlos.
Daneben hatte er noch mehrere uneheliche Kinder:
- Johann, Mönch in Nevers
- Gerhard
- Peter von Nevers, von Marguerite de Ghistelles, legitimiert
- Philipp von Nevers († 1522), von Marguerite de Ghistelles, legitimiert. Herr von Rosoy, ⚭ Maria von Roye († 1488, Haus Roye).